# Montferrer (Montferrer i Castellbò)
|  | Aquest article tracta sobre el municipi de l'Alt Urgell. Vegeu-ne altres significats a «Montferrer». |

Montferrer, o Montferrer de Segre, és un poble nucli principal del municipi de Montferrer i Castellbò, a l'Alt Urgell. El poble antic és emplaçat dalt d'un serrat arran del riu Segre, continuació del serrat de Castellciutat, a 735 metres d'altitud.
Havia estat municipi independent, el 1857 aquest va ser incorporat al municipi d'Aravell, juntament amb el de Bellestar, passant-se a denominar Aravell i Ballestá. El 1970 quan s'incorpora Castellbò al d'Aravell es va canviar la denominació a Montferrer i Castellbò, sent-ne Montferrer el cap municipal.
Hi hagué, ací, l'antic castell de Montferrer. L'església parroquial de Sant Vicenç de Montferrer també és en aquest lloc. Rectangular, té un alt campanar de torre. La majoria de cases d'aquest sector són construïdes de pedra i amb teulats de llicorella. Al peu del serrat, prop de la carretera, s'han construït a partir del decenni dels seixanta algunes cases noves i també restaurants. El 1991 hi havia 295 habitants, 247 el 1970 i 223 el 1960.
A la part del serrat més propera a Castellciutat començà el 1975 la construcció d'una urbanització el Balcó del Pirineu.
Quant a les festes, Montferrer celebra la seva festa major el penúltim diumenge d'agost, bé que les celebracions duren 3 dies (dissabte, diumenge i dilluns). Altres festes del municipi són la Festa Vella, que se celebra el quart diumenge de setembre, la festa de Sant Vicenç (el 22 de gener), que només se celebra quan s'escau en diari, i la festa de Sant Josep (19 de març), que es commemora amb una missa i de vegades també amb actes festius. Fins al 1994 s'havia celebrat una representació de teatre la vigília de Reis.